# Голицын, Валерьян Михайлович
Князь Валерьян Михайлович Голицын (23 сентября (5 октября) 1803, Ярославль — 8 (20) октября 1859, Матокса, Петербургская губерния) — единственный декабрист из разветвлённого рода Голицыных, подвергшийся осуждению и приговорённый к ссылке в Сибирь.

## Ранние годы
Родился 23 сентября (5 октября) 1803 года в Ярославле в семье губернатора Михаила Николаевича Голицына; мать — Наталья Ивановна, сестра графа А. И. Остерман-Толстого. Воспитывался до 11 лет дома, затем в Петербурге год в иезуитском пансионе аббата Николя, два в пансионе Жонсона, потом в Москве два года в пансионе профессора Шлецера.
Зачислен в Пажеский корпус пажом — 29 марта 1811 года, камер-паж — 1 февраля 1820 года. Выпущен прапорщиком в лейб-гвардии Преображенский полк — 26 марта 1821, подпоручик — 20 марта 1822, поручик — 12 декабря 1823, уволен от военной службы — 3 февраля 1824. Поступил в департамент внешней торговли (Набережная реки Мойки, 80) с переименованием в титулярного советника — 2 февраля 1825, камер-юнкер — 31 мая 1825.
Принадлежал к Северному обществу (с 1823), куда его принял Поджио. Согласно собственным показаниям, «заимствовал свободный образ мыслей от чтения жарких прений в парламенте тех народов, кои имеют конституцию, и также от чтения французских, английских, немецких и итальянских публицистов».

## Арест и ссылка
Арестованный 23 декабря 1825 года, на следующий день был доставлен в Петропавловскую крепость («присылаемого к. Голицына посадить на гауптвахту, содержа строго, но хорошо») и содержался на карауле у Петровских ворот «отдельно от прочих». Сперва отрицал всякое своё участие в обществе, затем признался, но утверждал, что не знал о предполагавшемся цареубийстве, и сам мечтал об освобождении крестьян и конституционно-монархическим строе.
Осуждён по VIII разряду и по конфирмации 10 июля 1826 года приговорён к ссылке в Сибирь на поселение вечно. 31 июля 1826 отправлен в город Киренск Иркутской губернии; 22 августа 1826 года срок был сокращён до 20 лет.

## После ссылки
20 февраля 1829 года Высочайше повелено определить рядовым на Кавказ. Участник Русско-турецкой войны 1828—1829: 1 июля 1829 года был зачислен в 42-й егерский полк, с 1 декабря 1829 — унтер-офицер; 1 января 1830 года переведён в 9-й Кавказский линейный батальон (располагался в Астрахани), 25 января 1833 — в пехотный полк графа Паскевича (располагался в Царских Колодцах), в декабре 1834 — в Кабардинский егерский полк на Кавказскую линию, 31 мая 1837 — прапорщик.
Был уволен за болезнью 22 июля 1838 года, для определения к статским делам в Астрахань, но с 17 сентября 1838 года ему было разрешено служить по гражданскому ведомству в Кавказской области: зачислен в штат Общего кавказского областного управления в Ставрополе. Вскоре, 28 сентября 1839 года, уволен от службы по болезни с назначением жить в Орле под секретным надзором; 3 мая 1841 года разрешено выехать на лето в имение сестры, графини Екатерины Михайловны Салтыковой (м. Хиславичи Могилёвской губернии); 19 марта 1842 года разрешено приехать в Москву для вступления в брак. В январе 1843 года, после свадьбы, выехал в село Архангельское-Хованщина Епифанского уезда Тульской губернии, где и жил, занимаясь хозяйством. С 30 марта 1853 года разрешено жить в Москве под строгим надзором.
Освобождён от надзора 30 марта 1856 года и по амнистии 26 августа 1856 года ему и детям был возвращён княжеский титул с освобождением от всех ограничений; 24 февраля 1857 уволен от службы с чином коллежский регистратор, который получил ещё 28 октября 1856 года.
По отзыву современников, Голицын был среднего роста и хорошо сложен, лицо имел смуглое, нос орлиный, волосы черные, как смоль (по данным следственной комиссии в 1826 году: рост 160 см, «приметы: лицом бел, сухощав, нос средний, волосы на голове и бровях чёрные, глаза карие»). Большие его черные глаза (тогда говорили «бибиковские») глядели прямо и строго, но любовь к семье смягчала иногда до нежности эту строгость. В молодости он был  очень хорош собой, им интересовались и любили за веселый характер и ум. Он был человек очень образованный, любил беседовать и спорить о богословских предметах, при этом человек богатый и хороший хозяин. Наследство графа Остермана не принесло счастья Голицыну. Хлопоты оказались ему не под силу, под бременем забот он «похудел и постарел, казался утомленным и озабоченным». Наконец, предприняв путешествие по доставшимся ему имениям, он заболел и скончался 8 (20) октября 1859 года от холеры в имении Матокса Шлиссельбургского уезда. Похоронен в Москве в Даниловом монастыре; могила снесена в 1930-е годы.

## Брак
Жена (с 23 января 1843 года) —  княжна Дарья Андреевна Ухтомская (19.03.1814—24.12.1871), троюродная сестра, воспитывавалась в доме Голицыных как родная дочь, и даже, по словам современницы, была гораздо более любима княгиней чем родная дочь. Княжна Ухтомская была красавицей и с особенным чувством певала модные тогда романсы. Князь Валерьян и многие его товарищи влюблялись в молодую княжну, в том числе и Бестужев-Марлинский. Княжна Dolly (как звала её тетка) полюбила троюродного брата своего Валерьяна, но княгиня Голицына ни под каким видом не хотела дать своего согласия на этот брак. Она была неумолима и говорила, что не хочет потомства Голицыных не князей. Верная своему ссыльному возлюбленному, княжна Ухтомская отказывала всем женихам, которых у неё было четырнадцать из среды лучшего общества. Только год спустя, после смерти матери, Голицын женился в Москве на любимой им девушке и жил с ней «очень согласно, несмотря на разность характеров». Он был «строго богомольный, отличался  честностью,  умом  и  замечательно  прямым  и  благородным характером, в ней же простоты не было никакой, одно ломанье, чванство, ядовитые насмешки и маленькие колкости». В браке имели детей:
- Леонилла (28.05.1844—после 1887), фрейлина двора (с 1867), против желания матери вышла замужем (30 августа 1867 года в Женеве) за вдовца Ивана Александровича Сипягина (1828) и получила в приданое одну подмосковную деревню, почти не приносившую дохода. Вскоре муж оставил её и уехал в Петербург. Она же жила с детьми в своем скромном имении, бедствуя и нуждаясь, продавая свои  вещи,  чтобы  прокормиться.
- Мстислав (28.12.1847—1902), ему 21 мая 1863 года как внучатому племяннику Александра Ивановича Остермана-Толстого перешёл майорат с добавлением титула графа Остермана-Толстого.

## Образ в литературе
- В. М. Голицын — главный герой романов Д. С. Мережковского «Александр I» и «14 декабря».